# Laura Tonke
Pour les articles homonymes, voir Tonke.
Laura Tonke, née le 14 avril 1974 à Berlin (Allemagne), est une actrice allemande.

## Filmographie

### Comme scénariste et réalisatrice
- 2002 : Pigs Will Fly (uniquement scénariste)
- 2013 : Elsbeth Maschke in Crashland

### Comme actrice
- 1991 : Ostkreuz
- 1994 : Achterbahn
- 1994 : Mach die Musik leiser
- 1995 : Die Tour
- 1996 : 2 1/2 Minuten
- 1996 : Gnadenlos - Zur Prostitution gezwungen
- 1996 : Kinder ohne Gnade
- 1996 : Wolff, police criminelle
- 1997 : Geisterstunde - Fahrstuhl ins Jenseits
- 1997 : Les Rêveurs : Nina
- 1997 : Schimanski
- 1997 : Silber und Gold
- 1997 : Silvester Countdown : Käthe
- 1997 : Tatort
- 1998 : Angel Express : Jil
- 1998 : Der Pirat[1] : Sabine
- 1998 : Just Married : Frangipani, geb. Klein (en tant que Laura Maori Tonke)
- 1999 : Bittere Unschuld
- 1999 : Der Mörder meiner Mutter
- 1999 : Drachenland
- 1999 : Une équipe de choc
- 1999 : Klemperer - Ein Leben in Deutschland
- 2000 : Commissaire Brunetti (série télévisée)
- 2000 : Dogma 2000 - Unter Freunden : Katja
- 2000 : Ebene 9
- 2000 : Wolfsheim
- 2001 : 99euro-films
- 2001 : Dich schickt der Himmel
- 2001 : Herz : Gisela Kenter
- 2002 : Baader : Gudrun Ensslin
- 2002 : Gangster : Mona
- 2002 : Junimond : Nele
- 2002 : Le Prix du rêve
- 2002 : Pigs Will Fly : Inga
- 2003 : Doppelter Einsatz
- 2003 : Hamlet_X : Ophelia #4
- 2004 : Farland : Karla Daus
- 2004 : K3 - Kripo Hamburg
- 2004 : Wedding
- 2005 : Im Schwitzkasten : Monika Stauffenberg
- 2005 : L'Imposteur : Christiane Steeb
- 2005 : Warum Ulli sich am Weihnachtsabend umbringen wollte : Astrid
- 2007 : After Effect : Woman with a Cat
- 2007 : Der Dicke
- 2007 : Effets secondaires
- 2007 : Le Dernier Témoin
- 2007 : Tarragone, du paradis à l'enfer
- 2007 : Zwei Goldfische
- 2008 : Der Bergdoktor
- 2008 : Stolberg
- 2009 : Blind im Wind
- 2009 : Gegenüber von Trost
- 2009 : Viva Europa! : Lola
- 2010 : Bedways : Luise Walther
- 2010 : Berlin Brigade Criminelle
- 2010 : Deadline, chaque seconde compte
- 2010 : Eine Flexible Frau : Ann
- 2010 : Fou d'amour : Leo
- 2010 : Headshots : Anna
- 2011 : Kino Karlshorst : (segment "Nathalie")
- 2012 : Das Duo
- 2012 : Die Bergretter
- 2012 : Großstadtrevier
- 2012 : Leichtmatrosen II
- 2012 : Marie Brand und das Lied von Tod und Liebe
- 2012 : Un cas pour deux
- 2013 : Der Staatsanwalt
- 2013 : Küstenwache
- 2013 : Mord in den Dünen
- 2014 : Neben der Spur - Adrenalin
- 2014 : Police 110
- 2014 : Worst Case Scenario : Meike
- 2015 : Am Strand
- 2015 : Der Lack ist ab
- 2015 : Fritz Bauer, un héros allemand : Fräulein Schütt
- 2015 : Hedi Schneider est en panne : Hedi Schneider
- 2015 : Take What You Can Carry
- 2015 : Weinberg
- 2016 : Die Toten vom Bodensee : Stille Wasser
- 2016 : Mängelexemplar : Anna
- 2017 : Axolotl Overkill : Anika
- 2017 : Sommerhäuser : Eva
- 2017 : Zwei im falschen Film : Laura 'Heinz'
- 2018 : So viel Zeit
- 2025 : Une enfance allemande Île d'Amrum, 1945 (Amrum) de Fatih Akin

## Récompenses et distinctions
- 2016 : Deutscher Filmpreis de la meilleure actrice pour Hedi Schneider steckt fest (de)